# Dr. Phlox
Dr. Phlox is een personage uit de televisieserie Star Trek: Enterprise, gespeeld door John Billingsley. Phlox is de hoofdarts (Chief Medical Officer) aan boord van de Enterprise. In deze functie waarborgt hij het welzijn van alle bemanningsleden van de Enterprise, soms ook buiten de Enterprise.

## Biografie
Phlox is afkomstig van de planeet Denobula. Hij heeft drie vrouwen op zijn thuisplaneet. Net zoals elke Denobulaan heeft hij maar zes dagen slaap per jaar nodig.
Phlox wordt door kapitein Jonathan Archer uitgekozen als hoofdarts van zijn schip voordat de Enterprise aan haar eerste missie begint. Als hij de functie aanneemt, gaat hij ervan uit dat hij slechts voor beperkte tijd op het schip zal zitten, en ziet hij het vooral als een mogelijkheid om menselijk gedrag te bestuderen.
Na een tijd raakt hij gehecht aan zijn baan en medebemanningsleden, waardoor de missie op de Enterprise langer dan die periode duurt. De snelpratende en excentrieke Phlox blijft een vast bemanningslid van het schip totdat het, tien jaar later, uit dienst wordt genomen.

## Karakter
In een interview omschreef acteur Billingsley zijn personage Phlox als een positieve persoonlijkheid die zaken in een juist perspectief kan plaatsen, ook als de omstandigheden zeer moeilijk zijn. Ondanks dat hij vrolijk en positief overkomt, is Phlox zeker niet naïef. Voor Billingsley was de rol prettig om te spelen, omdat hij zich verwant voelde met het temperament van de dokter en diens wereldbeeld. Daarentegen bleek het lastig dat Phlox de eerste Denobulaan was die in Star Trek voorkwam: Billingsley had dus geen enkel voorbeeld om aan te refereren. Zelf gaf hij aan dat hij zich de Denobulanen aanvankelijk had voorgesteld als de laatsten van een monnikenorde die hadden besloten zichzelf te laten uitsterven. Later bleek echter dat Denobula juist een uitermate dichtbevolkte planeet was, en dat Denobulanen seksueel erg actief waren.
Phlox fungeert niet alleen als arts, maar dikwijls ook als raadsman. Zowel zijn kennis van psychiatrie als zijn warme en open karakter maken hem uitermate geschikt als vertrouwenspersoon. Phlox is van nature nieuwsgierig naar andere volkeren en hecht veel waarde aan het ontmoeten van nieuwe personen, waardoor hij voor de andere bemanningsleden zeer toegankelijk is. Zijn instelling wordt ook wel omschreven als voorbeeld van de Star Trekfilosofie dat het onbekende wordt verwelkomd in plaats van afgewezen. Het personage wordt beschouwd als passend binnen het voor Star Trek belangrijke concept van een multiculturele bemanning.
Naast de reguliere medische kennis heeft Phlox ook weet van natuurgeneeskunde. Hij heeft een assortiment aan dieren en planten bij zich die hij gebruikt om nieuwe geneesmiddelen en behandelingen te ontwikkelen. Moderne televisiekijkers zouden worden aangetrokken door het idee van een arts die op de hoogte is van natuurlijke geneeswijzen en tevens altijd bereikbaar is voor zijn patiënten (Phlox heeft immers weinig slaap nodig en staat dus altijd paraat om te helpen).

## Trivia
- Phlox houdt een vrouwelijke Pyrithiaanse vleermuis als huisdier.[4]
- Het kostte elke opnamedag twee en een half uur om Billingsley er als een Denobulaan te laten uitzien.[5]
- Phlox beschikt over een extreem brede glimlach. Deze werd achteraf digitaal toegevoegd. De glimlach is slechts enkele malen in de serie gebruikt en is waarschijnlijk geschrapt om kostentechnische redenen.[6]
- In het vierde seizoen blaast Phlox zijn gezicht op als een kogelvis.[6]